# Giovanni di Paolo

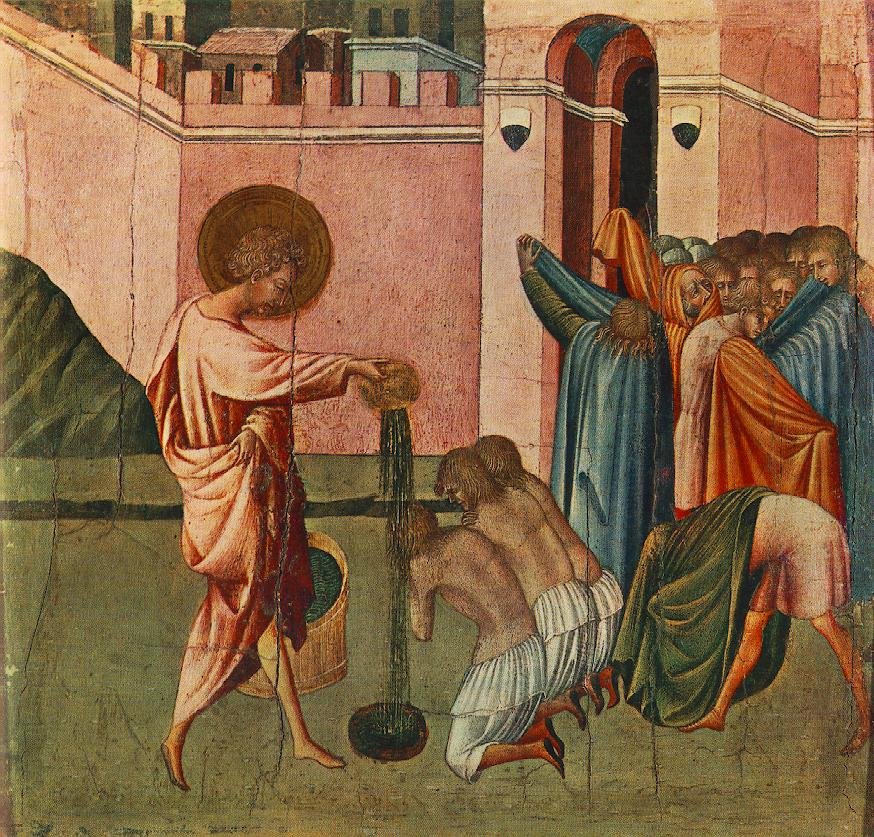
Baptême de saint Ansanus.

Giovanni di Paolo di Grazia ou Giovanni dal Poggio (Sienne 1403 - Sienne, 1482) est un miniaturiste et un peintre italien de l'école siennoise. Il est un illustrateur prolifique de manuscrits, notamment des textes de Dante. Il est l'un des peintres les plus importants de l'école siennoise du XVe siècle.
Ses premières œuvres montrent l'influence des premiers maîtres siennois, mais son style ultérieur est plus individuel, caractérisé par des couleurs froides et dures et des formes allongées. Son style subit également l'influence d'artistes gothiques internationaux tels que Gentile da Fabriano. Beaucoup de ses œuvres ont une atmosphère onirique inhabituelle, comme le surréaliste Miracle de Saint Nicolas de Tolentino peint vers 1455 et maintenant conservé au Philadelphia Museum of Art, tandis que ses dernières œuvres, en particulier Jugement dernier, Paradis et Enfer datant d'environ 1465 et l' Assomption de la Vierge peinte en 1475, toutes deux à la Pinacothèque nationale de Sienne, sont des traitements grotesques de leurs nobles sujets. La réputation de Giovanni décline après sa mort, puis est relancée au XXe siècle.

## Jeunesse et premières œuvres
L'année exacte de naissance de Giovanni di Paolo di Grazia est inconnue. Il est documenté pour la première fois en 1417, travaillant pour l'ordre des Prêcheurs de Sienne en tant que miniaturiste (enlumineur de manuscrits). Des influences nordiques et franco-flamandes sont évoquées dans son œuvre, en particulier dans les paysages ; certains ont émis l'hypothèse qu'il a fait son apprentissage auprès des frères de Limbourg, qui sont à Sienne vers 1413, bien que cela reste peu concluant ; Taddeo di Bartolo et Martino di Bartolomeo ont également été proposés.
La plupart de ses commandes proviennent de communautés monastiques locales : bon nombre de ses premières œuvres sont des retables pour leurs églises, par exemple, La Vierge et l'Enfant avec les saints Bernardin, Antoine Abbé, François et Sabine et La Lamentation sur le Christ mort (1462-1463), un retable de « peinture sur panneau carré » commandé par le pape Pie II (de la noble famille Piccolomini de Sienne) pour la cathédrale Santa Maria Assunta de Sienne récemment achevée.

## Œuvres picturales et influences

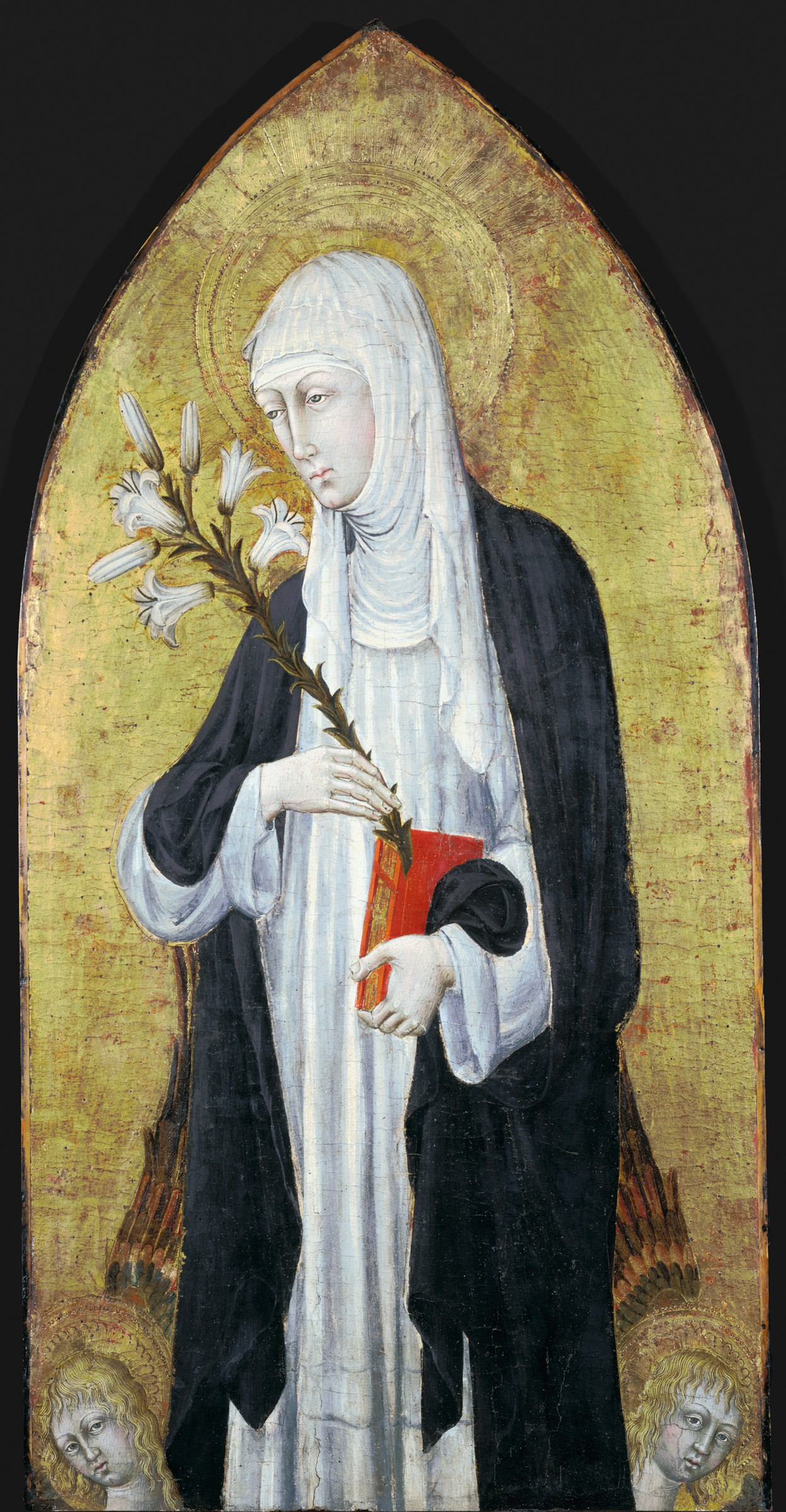
Sainte Catherine de Sienne, vers 1475, Fogg Art Museum, Cambridge (Massachusetts).

La plupart des peintures pour lesquelles Giovanni di Paolo est aujourd'hui connu sont en fait des panneaux et des fragments de retables et de prédelles démontés, comme la série de panneaux représentant sainte Catherine de Sienne, sainte Claire d'Assise et des scènes de la vie de saint Jean-Baptiste, qui sont désormais tous dispersés dans des musées et des collections à travers l'Europe et l'Amérique du Nord. Giovanni di Paolo est connu pour avoir peint quatre retables pour les chapelles de la basilique San Domenico de Sienne : Le Christ souffrant et triomphant (début des années 1420), le Retable de Pecci (1426), le Retable de Branchini (1427) et le Retable de Guelfi (1445), qui comprenait La Création et l'expulsion du Paradis aujourd'hui au Metropolitan Museum of Art de New York.
Il a été influencé par de nombreux grands artistes du trecento et du quattrocento italien. On pense qu'il possédait peut-être un livre de modèles des œuvres d'autres artistes qu'il pouvait feuilleter et utiliser pour adapter ses peintures, comme les deux retables florentins de Gentile da Fabriano, La Présentation au Temple d' Ambrogio Lorenzetti et les reliefs du baptistère Saint-Jean de Florence de Donatello. Il aurait pu alors altérer, modifier et combiner les œuvres de ces artistes dans ses propres rendus. Tout au long de sa carrière, on peut voir comment ce livre de modèles a été utilisé en raison de certaines figures qu'il a utilisées à plusieurs reprises : « Son détail isolé, une seule figure ou un groupe copié à partir d'une autre image montre qu'il est naturellement attiré par les inventions de ses collègues artistes. » Même si la copie est aujourd'hui méprisée, au trecento et au quattrocento, à Sienne, la culture valorise un artiste capable de manipuler le travail des autres et de se l'approprier de manière aussi créative que Giovanni.
Giovanni di Paolo a aussi été influencé par de nombreux artistes à son époque, comme en témoignent plusieurs de ses peintures. La Résurrection de Lazare est basée sur la même scène que La Maestà de Duccio di Buoninsegna, « mais là où les figures de Duccio sont sobres et retenues, celles de Giovanni di Paolo sont volubiles et animées ». Il est ouvert à des solutions autres que la tradition siennoise qui, « ... le rendait également réceptif à des sources plus lointaines », comme pour un tableau qu'il a dessiné à partir d'une peinture murale de la basilique Saint-François d'Assise. Son œuvre et son style montrent la transition du style siennois et gothique vers la Renaissance.
Son style subit également l'influence d'artistes gothiques internationaux tels que Gentile da Fabriano, un artiste de grande importance qui avait été invité par le pape Martin V à Rome. Sur son chemin vers Rome, Gentile s'est arrêté à Sienne où Giovanni a rapidement assimilé ses techniques. Une technique qu'il a conservée est la fascination de Gentile pour la nature. Au lieu de figurer des saints debout, comme c'est alors l'habitude, Giovanni utilise dans sa peinture des brins de plantes à fleurs.
L'Adoration des mages de Giovanni di Paolo et L'Adoration des mages de Gentile da Fabriano sont des exemples de la façon dont la nature a été utilisée par les deux artistes et de la manière dont Giovanni crée des animaux et des plantes à la façon de Gentile et se l'approprie. Là où Gentile est capable d'obscurité et de mystère, Giovanni, « ... voyait la nature comme intacte et toujours inoffensive ». Ces œuvres d'art que Giovanni a intégrées aux siennes sont « ... en attente d'être imprégnées d'une signification personnelle », une création que Giovanni est capable de réussir.

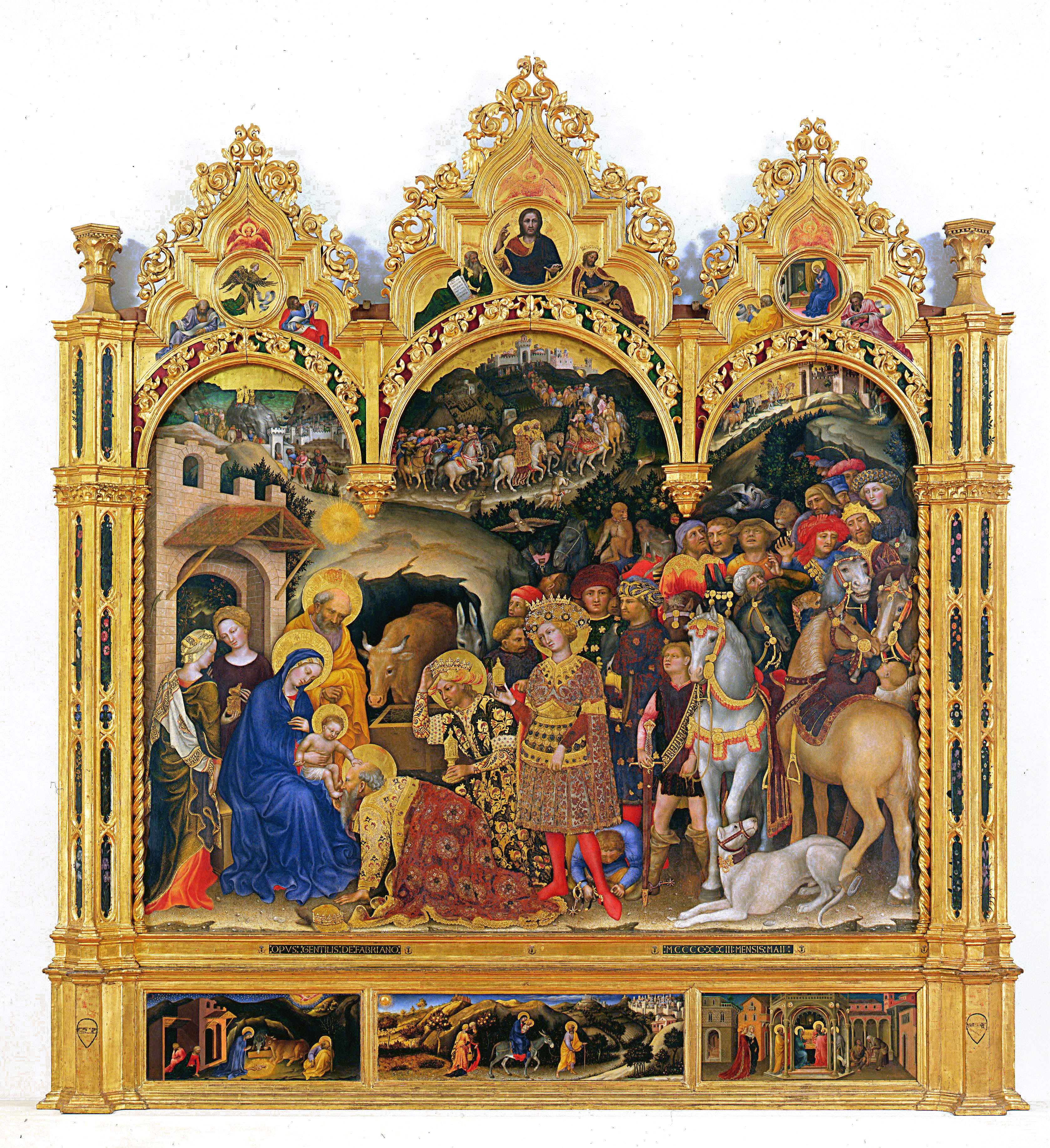
Gentile da Fabriano,  L'Adoration des mages, 1423, musée des Offices.
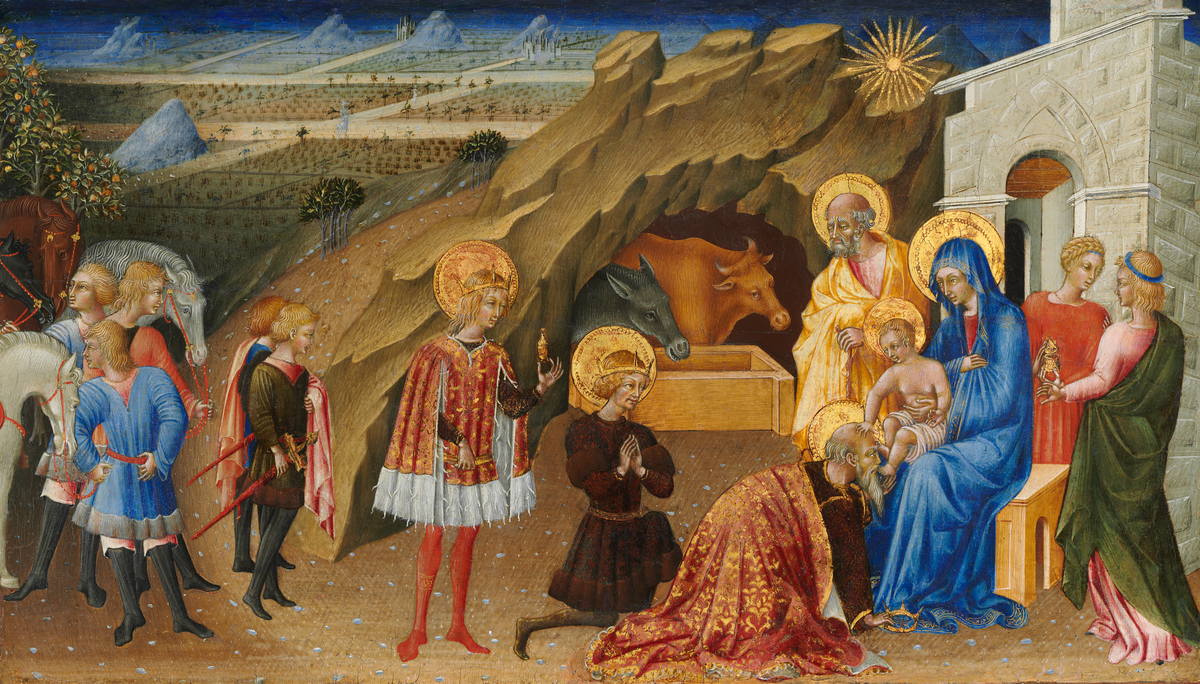
Giovanni di paolo, L'Adoration des mages (v. 1450), tempera sur panneau, National Gallery of Art, Washington

En 1447 il collabore avec Michele di Matteo à la décoration de l'abside du baptistère San Giovanni.
On raconte qu'au cours de ses dernières années, même si son imagination ne s'est jamais affaiblie, ses capacités à peindre se sont détériorées et des assistants l'ont aidé à exécuter son travail. Il fait son dernier testament le 29 janvier 1484 et meurt quelque temps avant le 27 mars de la même année.

## Style des manuscrits enluminés

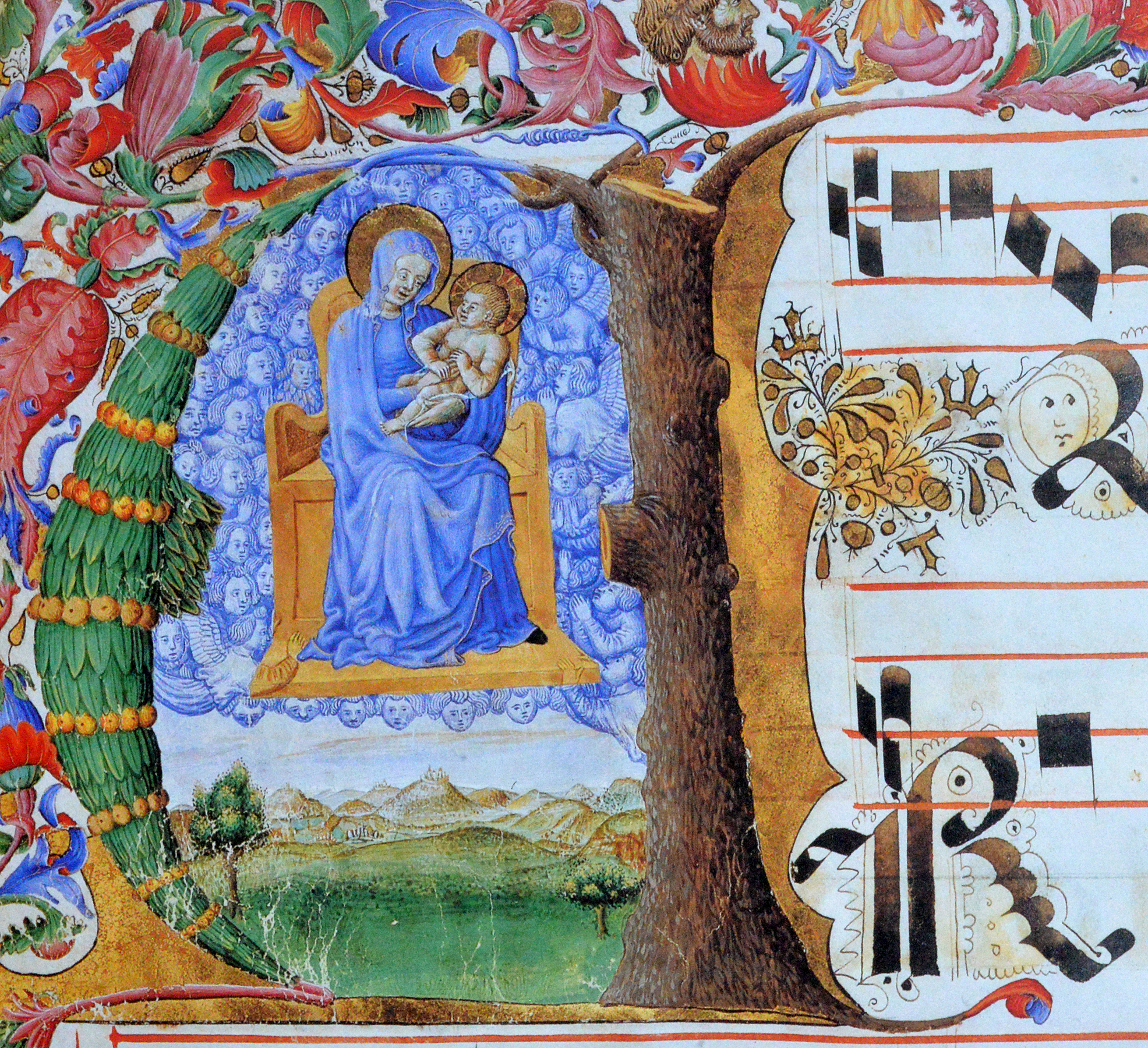
Antiphonary III, v. 1442, Biblioteca comunale degli Intronati, Sienne.

Plus tard dans sa vie, Giovanni est devenu très habile à peindre des manuscrits enluminés ; il enlumine des livres de chœur pour les moines augustins de Lecceto ainsi que la Divine Comédie de Dante. Les enluminures qu'il crée pour le poème de Dante comptent parmi ses œuvres les plus célèbres et les mieux conservées. Ses enluminures sont un domaine où les spectateurs peuvent voir comment Giovanni di Paolo se différencie des autres artistes siennois. Il a peut-être été en contact avec des enlumineurs franco-flamands, présents à Sienne dans ses premières années. Il semble que leur influence nordique ait déteint sur Giovanni car ses paysages ressemblent à ceux du célèbre tableau des Frères de Limbourg, Les Très Riches Heures du duc de Berry.
Son maître présumé, Taddeo di Bartolo, lui a probablement appris à peindre avec une « dureté de trait », visible dans chacune de ses œuvres. La qualité la plus frappante de l'œuvre de Giovanni di Paolo est sa qualité fantastique. John Pope-Hennessy explique avec éloquence l'œuvre de Giovanni di Paolo : « Peu d'expériences dans la peinture italienne sont plus excitantes que de suivre Giovanni di Paolo alors qu'il plonge, comme Alice, à travers le miroir. Si l'on regarde la Madone de l'Humilité (1435) le paysage en damier confirme le monde au-delà de la scène du jardin au premier plan (également appelé hortus conclusus). Cet effet panoramique en damier est fréquemment utilisé par Giovanni pour sa capacité à créer une abstraction de l'espace, dont l'attrait n'est pas tant l'optique fixe du spectateur, que le vol ailé du voyageur du rêve. »

## Illuminations duParadisde Dante
Après avoir été nommé recteur de la guilde des peintres en 1441, Giovanni di Paolo est le choix évident pour illustrer le Paradis (Divine Comédie) de Dante.Travaillant sur ce qui est aujourd'hui connu sous le nom du Yates Thompson 36 dans le catalogue de la British Library, il crée 61 images pour accompagner le poème vernaculaire. Deux autres artistes inconnus ont travaillé sur les illuminations de l'Enfer (Divine Comédie) et du Purgatoire (Divine Comédie). Giovanni di Paolo utilise son style unique pour créer un panorama évidemment toscan dans un monde ensoleillé, beaucoup plus léger et frais que les deux artistes de l' Enfer et du Purgatoire.

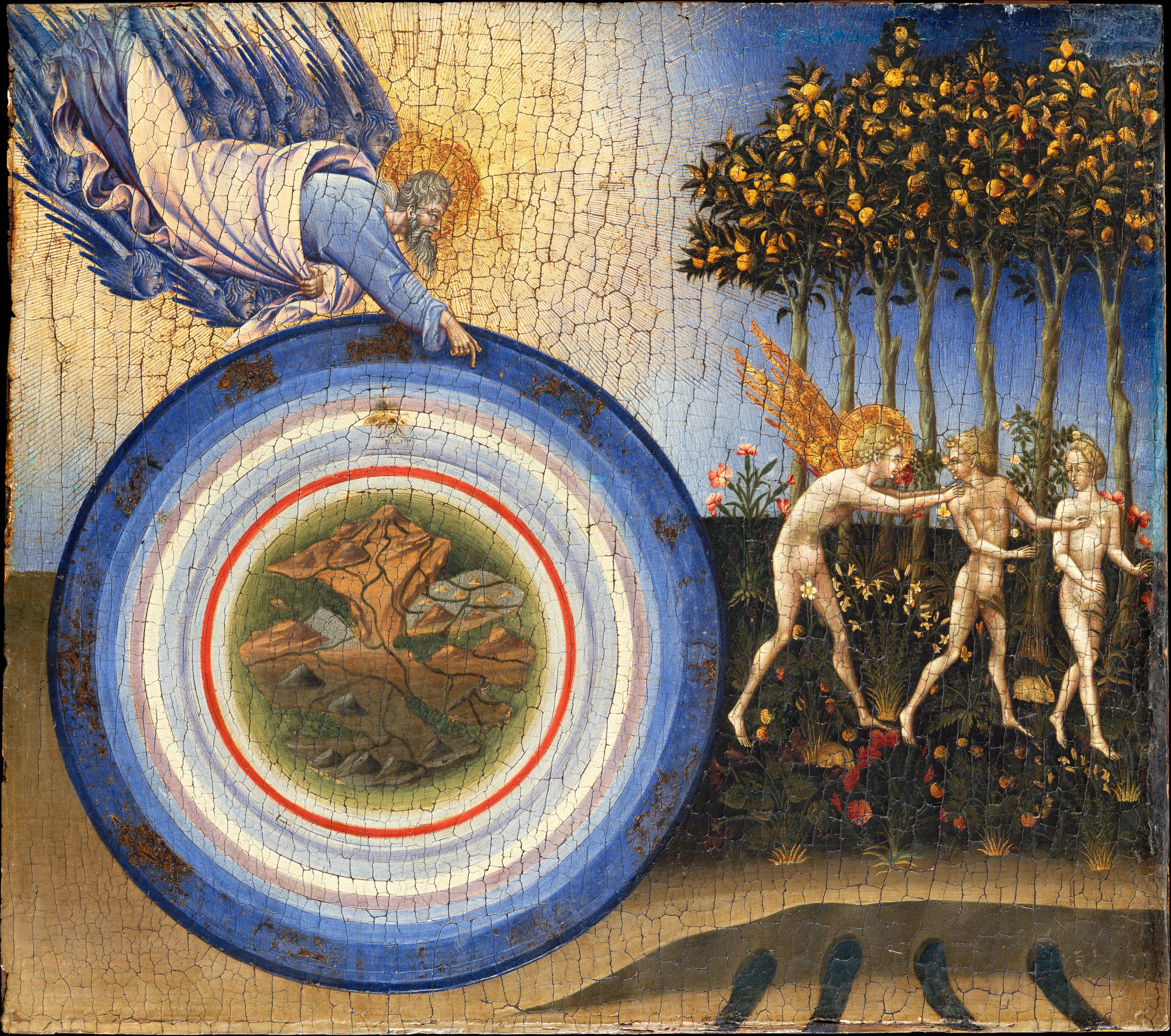
La Création et l'expulsion du Paradis, 1445, Metropolitan, New York.

La création et l'expulsion du paradis (1445) dans la collection Lehman du Metropolitan Museum of Art est une peinture sur panneau créée après et inspirée par ce cycle d'enluminures. Giovanni crée une image unique en montrant deux scènes distinctes en une seule : Dieu flottant au-dessus de l'univers et l'expulsion d'Adam et Ève. Selon une théorie, Dieu expulse simultanément Adam et Ève et les bannit sur terre. Mais pourquoi alors sa main ne pointe-t-elle pas directement vers la Terre ? Un argument valable pour répondre à cette question est qu'en suivant le regard du geste de Dieu, l'œil du spectateur est dirigé vers un point spécifique du cercle du zodiaque. En regardant la position 11h00 du cercle du Zodiaque, le seul symbole encore reconnaissable, on peut discerner le symbole des Poissons qui n'est pas dans sa position traditionnelle. Dans le cercle, en position 12h00 se trouve Aires (Bélier) et en position 1h00 se trouve Taureau. Traditionnellement à l'époque médiévale, ces signes représentent le printemps, et plus important encore pour cette image, ils représentent la saison de la fête de l'Annonciation. Dieu semble indiquer directement la date de la fête, le 25 mars. L'une des raisons proposées pour expliquer un tel geste est qu'il s'agit de rappeler au spectateur la signification de l'Annonciation et de réfléchir sur le but de la venue du Christ, « réparer la Chute » commise par Adam et Ève dans le panneau adjacent de l'Annonciation, et pour racheter les péchés de l'homme représentés leur expulsion.
La Terre est entourée d’anneaux multicolores : à cette époque, une vision géocentrique de l'univers est largement acceptée ; Giovanni suit simplement la description de Dante d'un « monde terrestre délimité par les orbites des sphères célestes ». Cette théorie est souvent contestée en soulignant que Dante n'attribue que dix cercles alors que Giovanni en représente douze. Certains érudits pensent que Giovanni fait référence à un livre appelé la Sphère, qui a été conçu pour les profanes afin de leur donner une meilleure compréhension de l'univers basée sur la cosmologie grecque (Chaos), qui expliquerait le nombre de cercles de Giovanni ainsi que leurs couleurs.

## Liste des œuvres

### Panneaux
- 1426 - Vierge à l'Enfant avec anges
- 1435 - Vierge de l'humilité (pinacothèque nationale de Sienne)[25]
- 1435 - Cinq anges dansant devant le soleil  (musée Condé, Chantilly)[26]
- 1440 - Saint Ansanus baptisant (musée chrétien Esztergom (en)   )[27]
- 1440 - Saint Michel Archange (Pinacoteca, Vatican)
- 1445
  - La Création et l'Expulsion du Paradis (Metropolitan Museum of Art, New York)[28]
  - Annonciation, tablette de Biccherna, Sienne
  - Saintes Claire and Élisabeth de Hongrie (collection privée)
  - Vierge à l'Enfant avec saints (musée des Offices, Florence)
  - Annonciation, bois, 40 × 46 cm, National Gallery of Art, Washington[29]
- 1447 Crucifixion, Rijksmuseum, Amsterdam, no SK-A-3011
- 1447-49 Sainte Catherine de Sienne devant le pape Grégoire XI en Avignon, tempera et or sur bois, 29 × 29 cm, Musée Thyssen-Bornemisza, Madrid[30]
- 1450 - Saint Étienne allaité par une biche (San Stefano alla Lizza, Sienne)
- 1453 env. - La Tête de saint Jean-Baptiste apportée à Hérode (National Gallery, Londres)[31]
- 1454 - Saint Jean-Baptiste au désert (National Gallery, Londres)[32]
- 1455 - Saint Nicolas de Tolentino sauvant un navire (Philadelphia Museum of Art)[33]
- 1455 - Couronnement de la Vierge (Metropolitan Museum of Art, New York)[34]
- 1455-1460 (vers) - Ange de l'Annonciation et Vierge de l'Annonciation, tempera et or sur bois, deux panneaux de 106,5 × 42,5 cm et 104,7 × 42,6 cm, collection Alana (acquisition 2010), Newark (Delaware), États-Unis[35]
- 1460 - Nativité (Christian Museum, Esztergom)[36]
- 1460 - Sainte Catherine devant le pape à Avignon (Musée Thyssen-Bornemisza, Madrid)[37]
- 1462 - L'Adoration des mages (Metropolitan Museum of Art, New York)[38]
- 1465 - Jugement dernier, Paradis et Enfer (pinacothèque nationale, Sienne)
- 1475 - Saint Catherine de Sienne échangeant son cœur avec le Christ (collection privée)
- 1475 - Assomption de la Vierge (pinacothèque nationale, Sienne)

Œuvres de Giovanni di Paolo
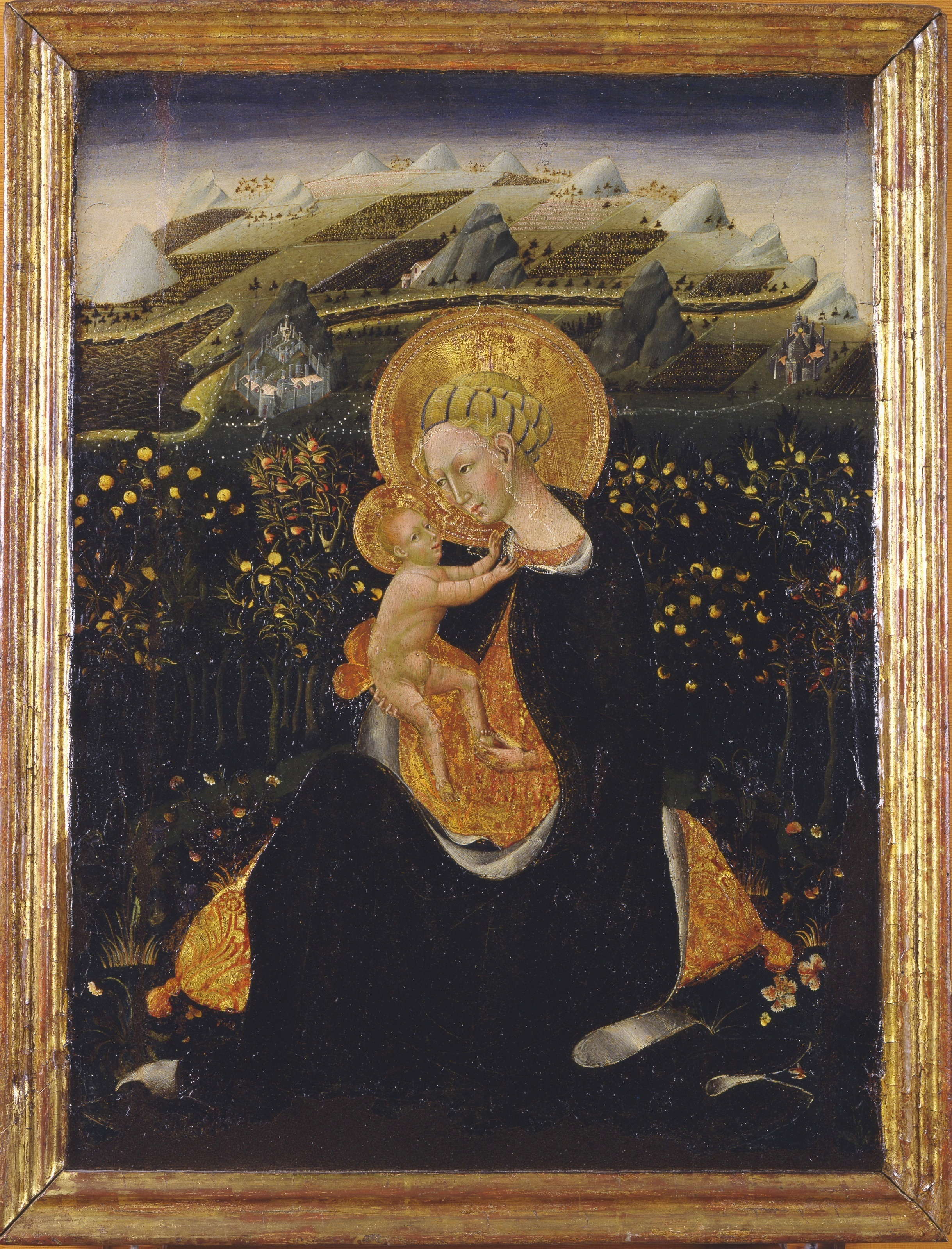
Vierge d'humilité, Pinacothèque nationale de Sienne.
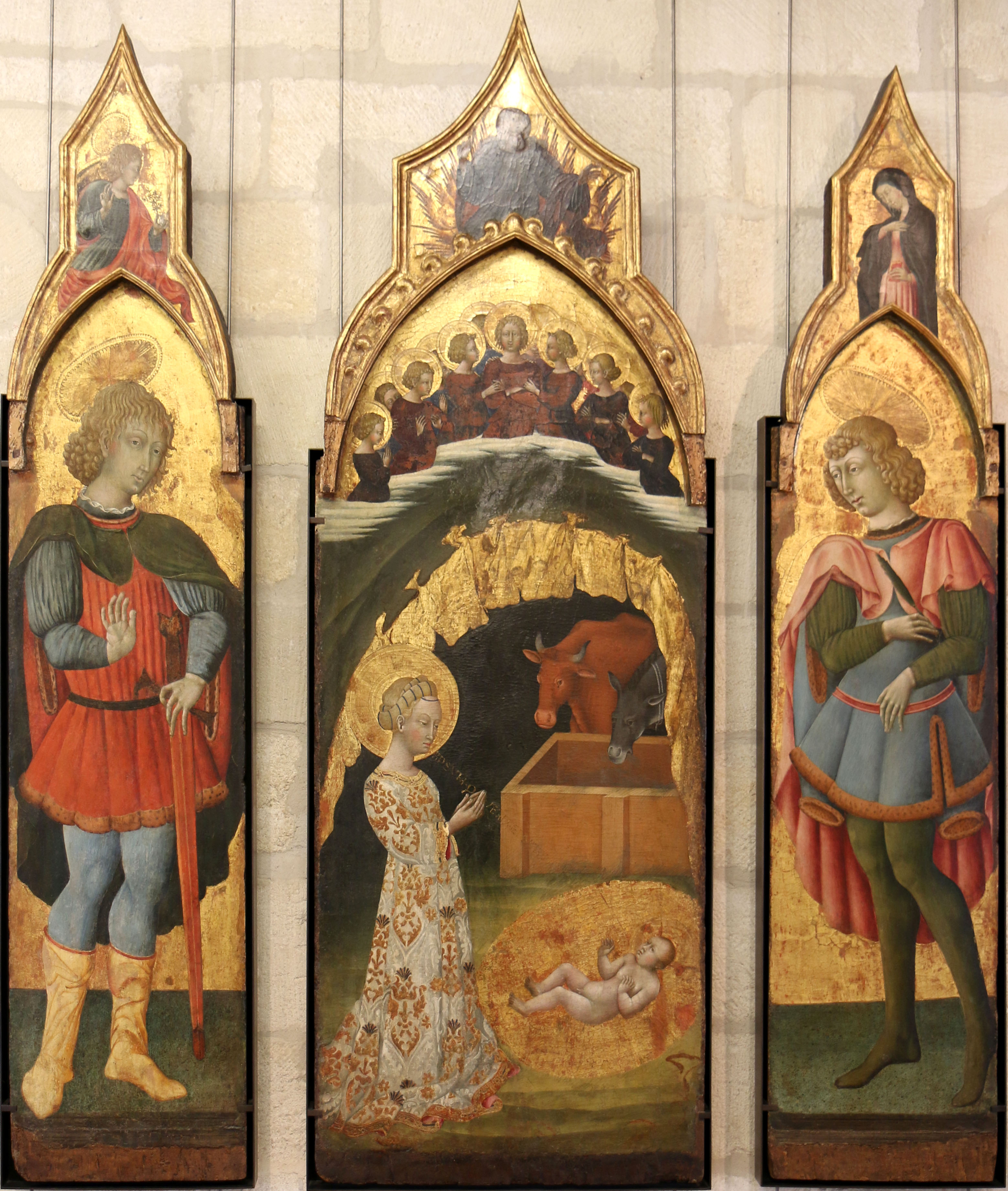
La Nativité avec saint Victor et saint Ansanus, musée du Petit Palais d'Avignon.
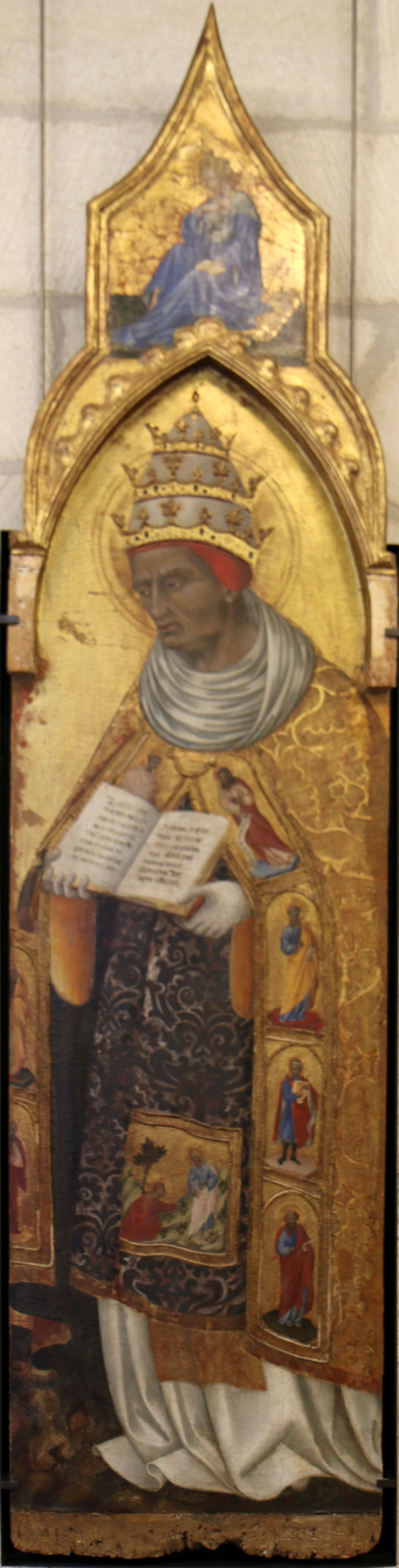
Saint Clément, Avignon.
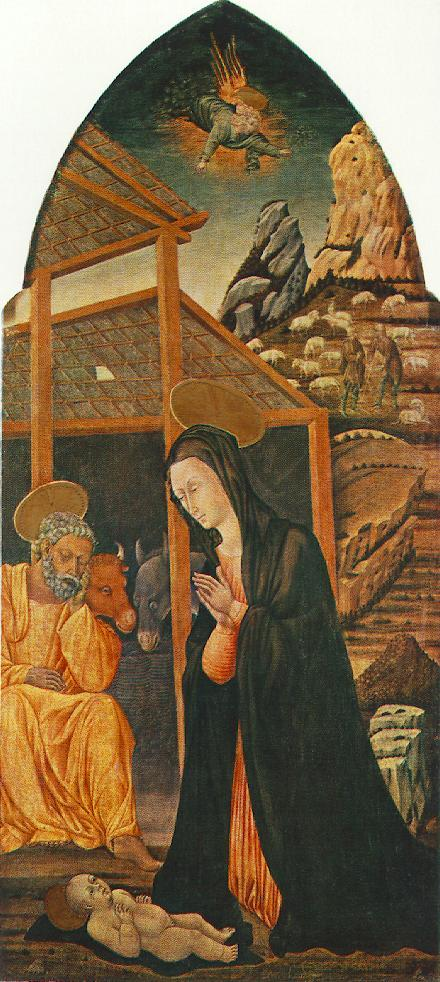
Nativité, musée chrétien Esztergom.
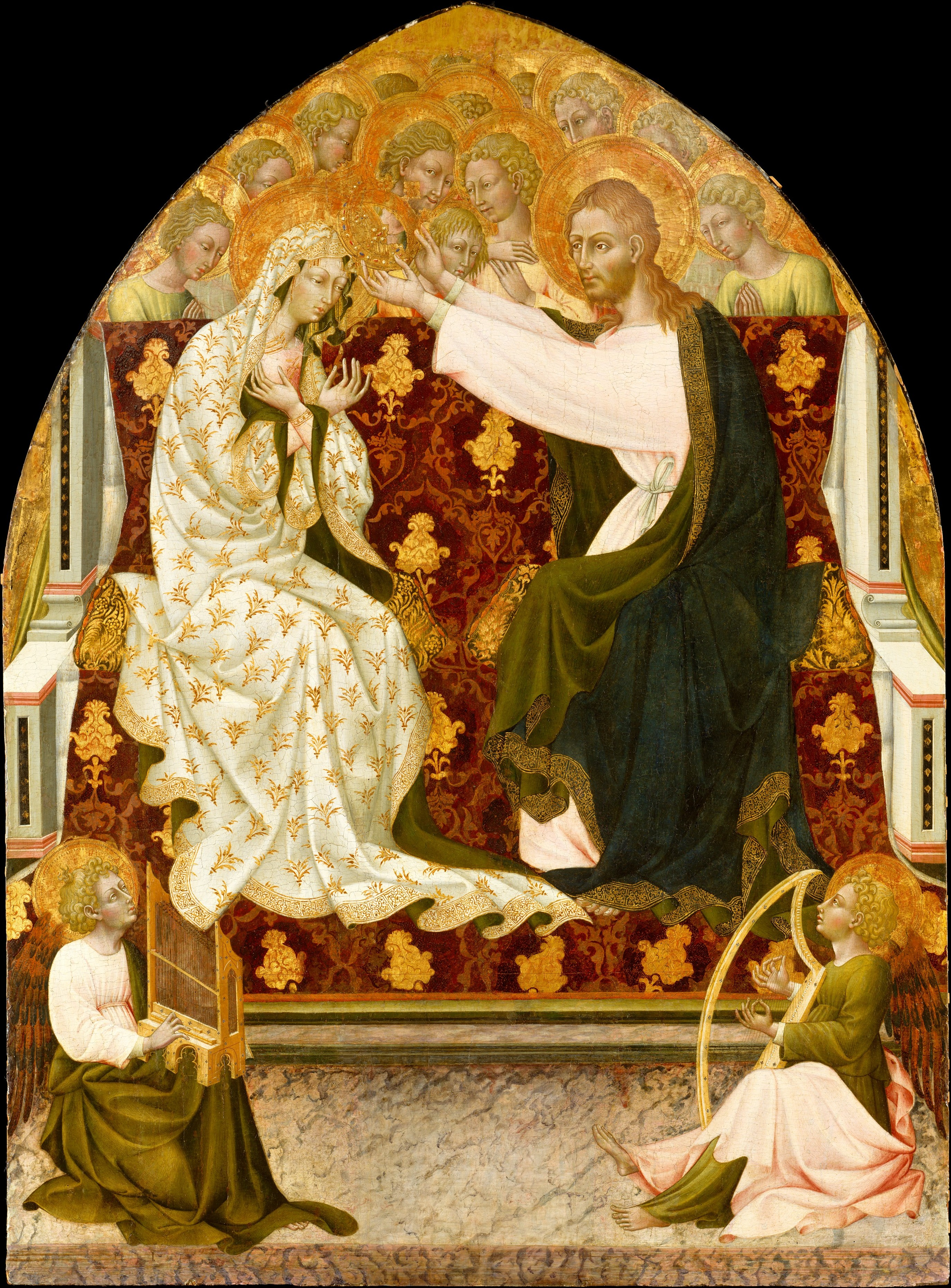
Le Couronnement de la Vierge, Metropolitan Museum of Art, New York.

Autres œuvres non datées
- Crucifix peint, musée diocésain d'art sacré de Sienne.

### Enluminures

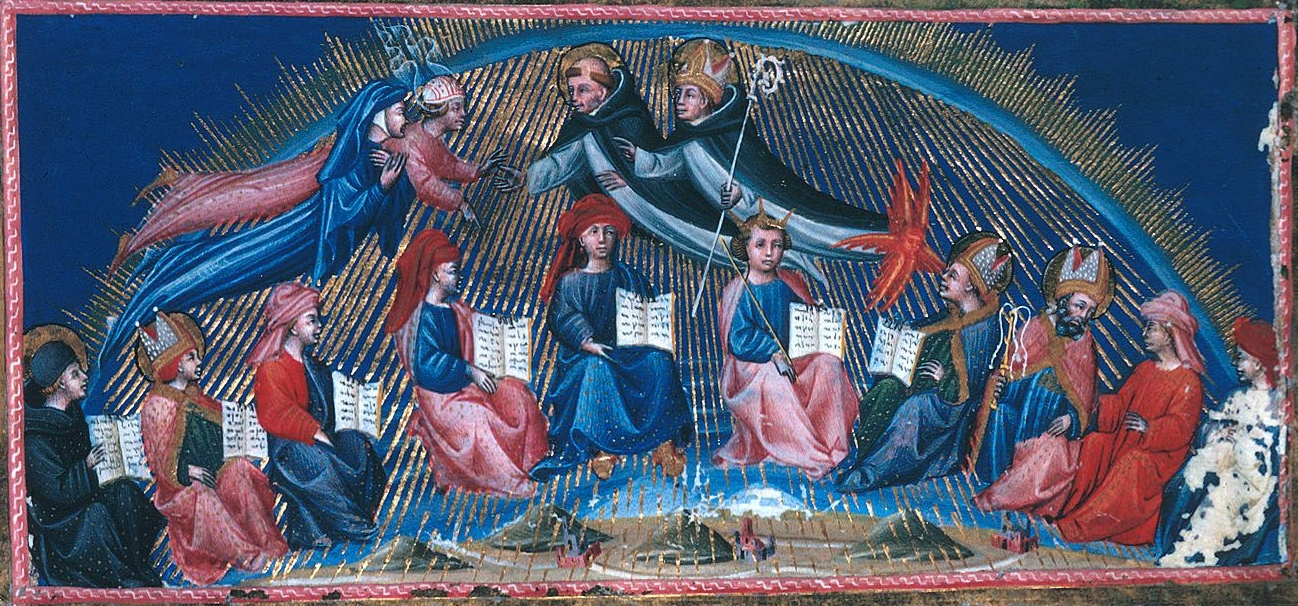
Illustration d'un manuscrit de Dante, BL, f.147

- Graduel pour le couvent des Augustins observant de Lecceto (en), en collaboration avec Pellegrino di Mariano, Bibliothèque communale de Sienne, H.I.2 (avec une miniatures découpée actuellement conservé au Getty Center, Los Angeles, Ms.29[39])
- Antiphonaire pour le même couvent, vers 1442, Bib. com. de Sienne, G.I.8
- Manuscrit de la Divine Comédie de Dante destiné à Alphonse V d'Aragon, en collaboration avec Priamo della Quercia (?), vers 1438-1442, British Library, Yates Thompson 36[40]